# Lombard Street (San Francisco)
Lombard Street – ulica w San Francisco, w północnej części miasta. Jeden z odcinków tej ulicy, na osiedlu Russian Hill, jest znany jako "najbardziej poskręcana ulica na świecie".

## Opis ulicy
Lombard Street zaczyna się od Boulevard Presidio w dzielnicy The Presidio i prowadzi na wschód pomiędzy osiedlami Cow Hollow a The Marina District przez Russian Hill, aż dochodzi Pioneer Park i Coit Tower w dzielnicy Telegraph Hill. Przez tę ulicę przechodzi U.S. Route 101.
Lombard Street najlepiej znana jest z odcinka tej drogi w Russian Hill między Hyde i Leavenworth Streets, na którym jezdnia ma osiem ostrych zakrętów. Na tym odcinku znajduje się 12 kamienic, dla których odcinek ten jest jedyną droga dojazdową. Inną równie poskręcaną ulicą w San Francisco jest Vermont Street między 20th St a 22nd Street niedaleko od San Francisco General Hospital, jednak serpentyna na tej ulicy składa się z tylko siedmiu zakrętów i jest położona w mniej malowniczym miejscu. Projekt serpentyny na Lombard Street po raz pierwszy zasugerował Carl Henry, właściciel posiadłości leżących w pobliżu, w 1922. Narodził się on z konieczności zmniejszenia kąta pochylenia jezdni, który wynosił wówczas 27%, co było zbyt strome dla większości pojazdów podczas podjazdu i stwarzało poważne niebezpieczeństwa podczas zjazdów. Po wykonaniu serpentyny nachylenie jezdni wynosi 16%. Oprócz tego na odcinku tym o długości około 400m (1/4 mili) wprowadzono ruch jednokierunkowy (tylko jazda w kierunku wschodnim, w dół) oraz ograniczenie szybkości jazdy do 8 km/h (5 mph ). Odcinek został oddany do użytku w 1923 roku i jest wykonany z czerwonej cegły.
W 1999 utworzono Crooked Street Task Force – zespół roboczy, który miał spróbować rozwiązać problemy ruchu w sąsiedztwie, jak i na samym krętym odcinku Lombard Street. W 2001 zespół ten zdecydował, że nie zamknie na stałe newralgicznego odcinka ulicy dla ruchu kołowego. Zamiast tego ustanowiono letni zakaz parkowania w obszarze serpentyny, zabroniono ruchu w czasie wakacji i zwiększono grzywny dla parkujących w tym obszarze. Zespół zaproponował także pomysł wprowadzenia mikrobusów, by przewozić turystów, jednak mieszkańcy zakwestionowali wydajność takiego rozwiązania.
Do sławnych mieszkańców Lombard Street należy Rowena Meeks Abdy, malarka kalifornijska, która tworzyła w stylu impresjonizmu.

## Lombard Street w kulturze masowej
- Ulica i trudność kierowania po niej są sparodiowane przez Billa Cosby’ego w skeczu Driving in San Francisco.
- Ukazana jest też w grze wideo Grand Theft Auto: San Andreas. W fikcyjnym mieście San Fierro, opartym na San Francisco, nazwana jest Windy, Windy, Windy, Windy Street.
- Inne gry wideo, w których się pojawia to: San Francisco Rush, San Francisco Rush 2049, Midtown Madness 2 i Fast Raw Thrills and Furious.
- Ulica jest jedną z lokacji w grze Tony Hawk’s Pro Skater.
- Poskręcany odcinek Lombard Street pojawia się też w filmie Disneya The Love Bug (1969).
- Pojawia się w serialu Simpsonowie w odcinku Lisa Treehugger.
- "Występuje" w scenie pogoni w filmie No i co, doktorku? (1972).
- Pojawiła się w grze Driver: San Francisco
- Pojawia się w utworze Jacka Kaczmarskiego „Widzenia na temat końca świata”.

Pojawia się także w wielu innych filmach i tekstach kultury.

## Galeria zdjęć

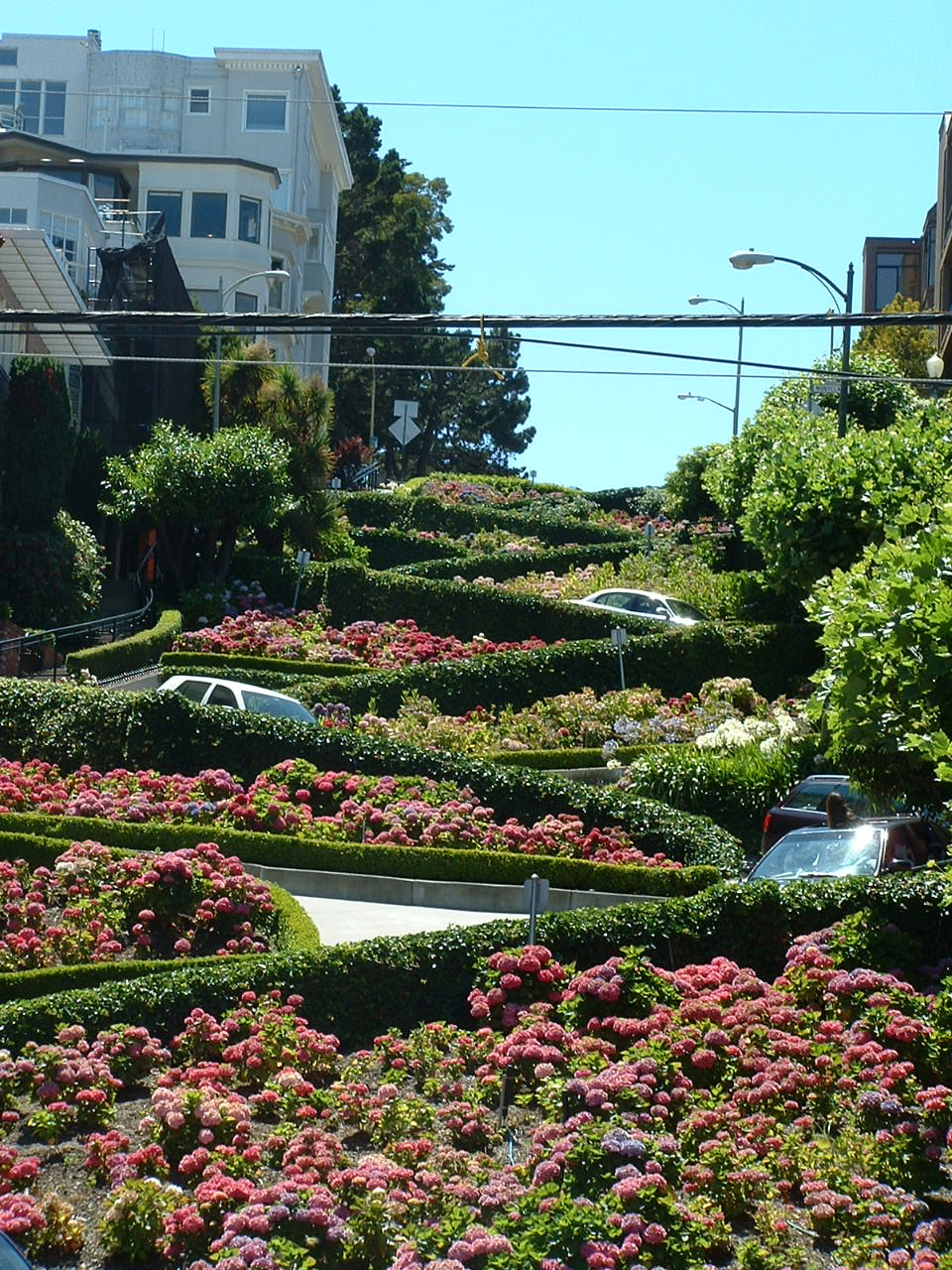
Serpentyna na Lombard Street
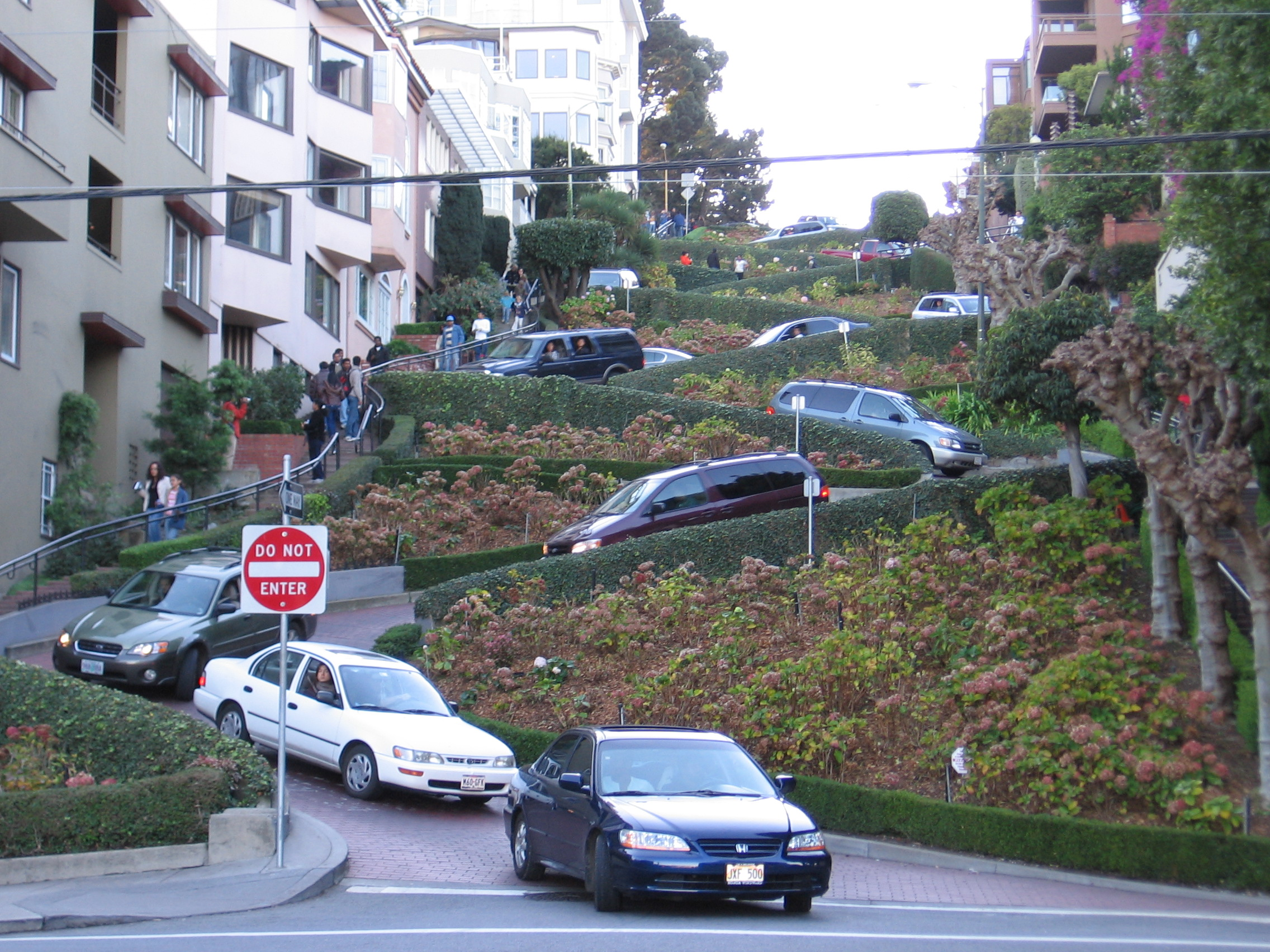
Zjazd samochodów na Lombard Street
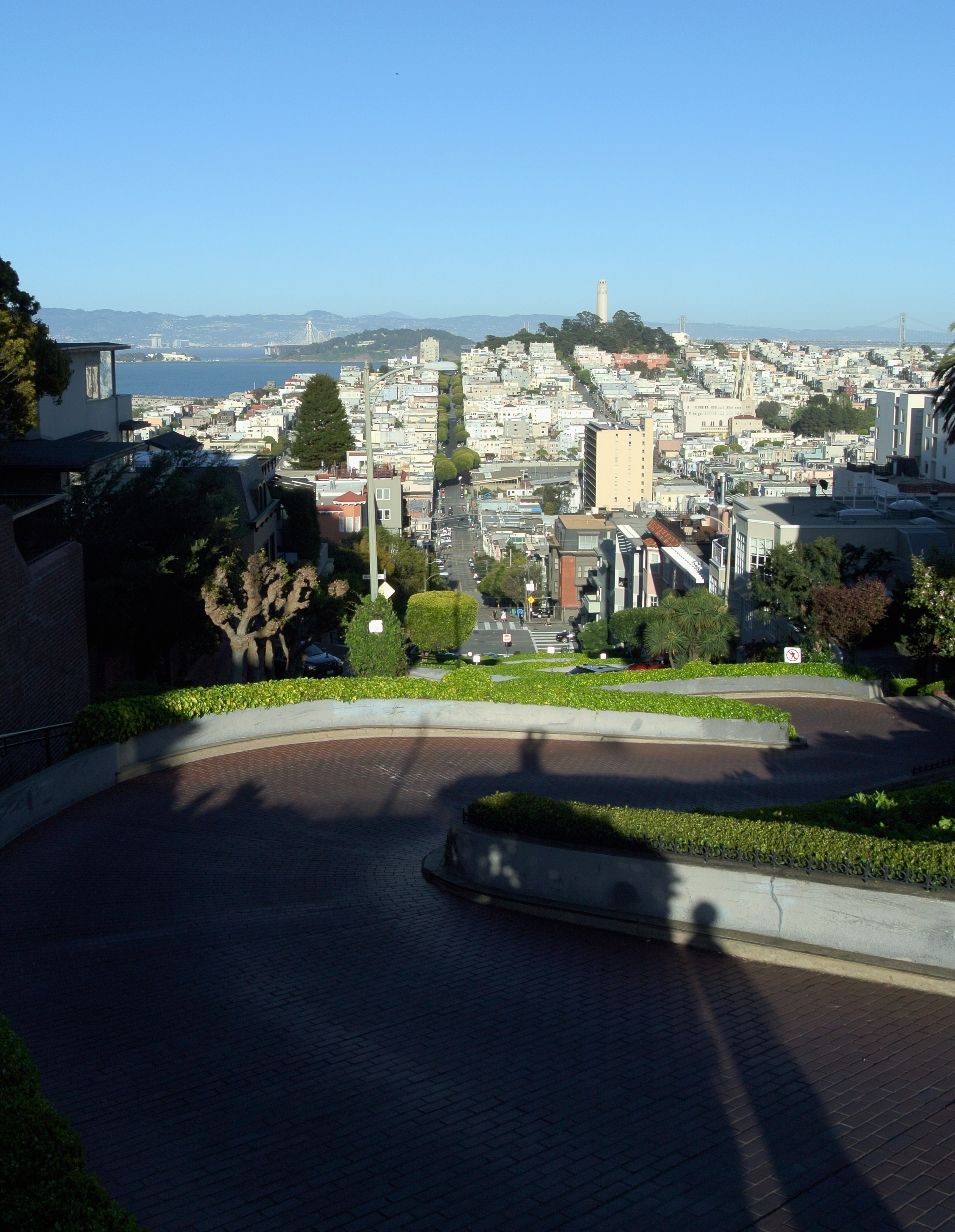
Lombard Street, widok w dół, w oddali wzgórze Russian Hill i wieża Coit Tower
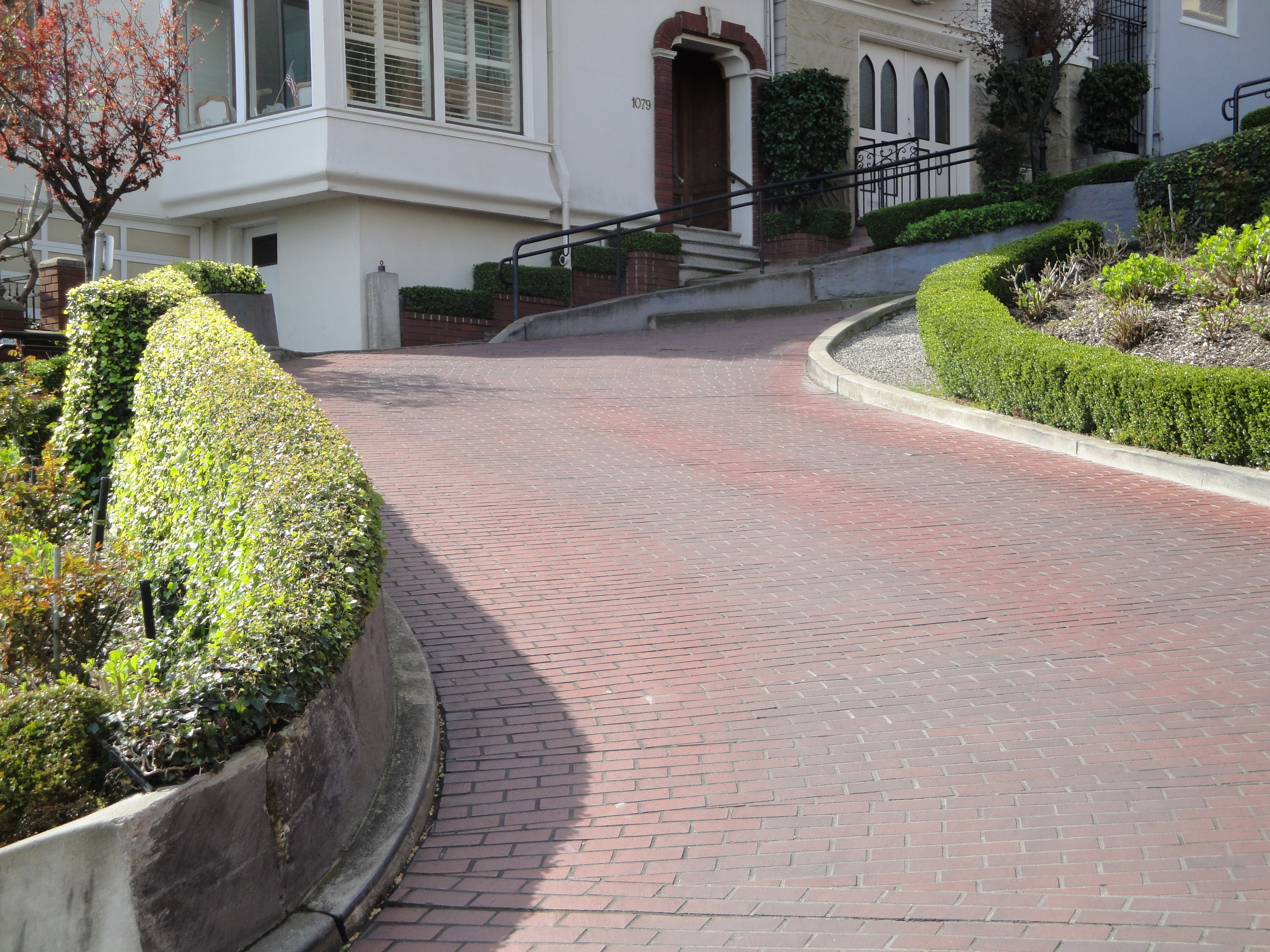
Widok w górę Lombard Street
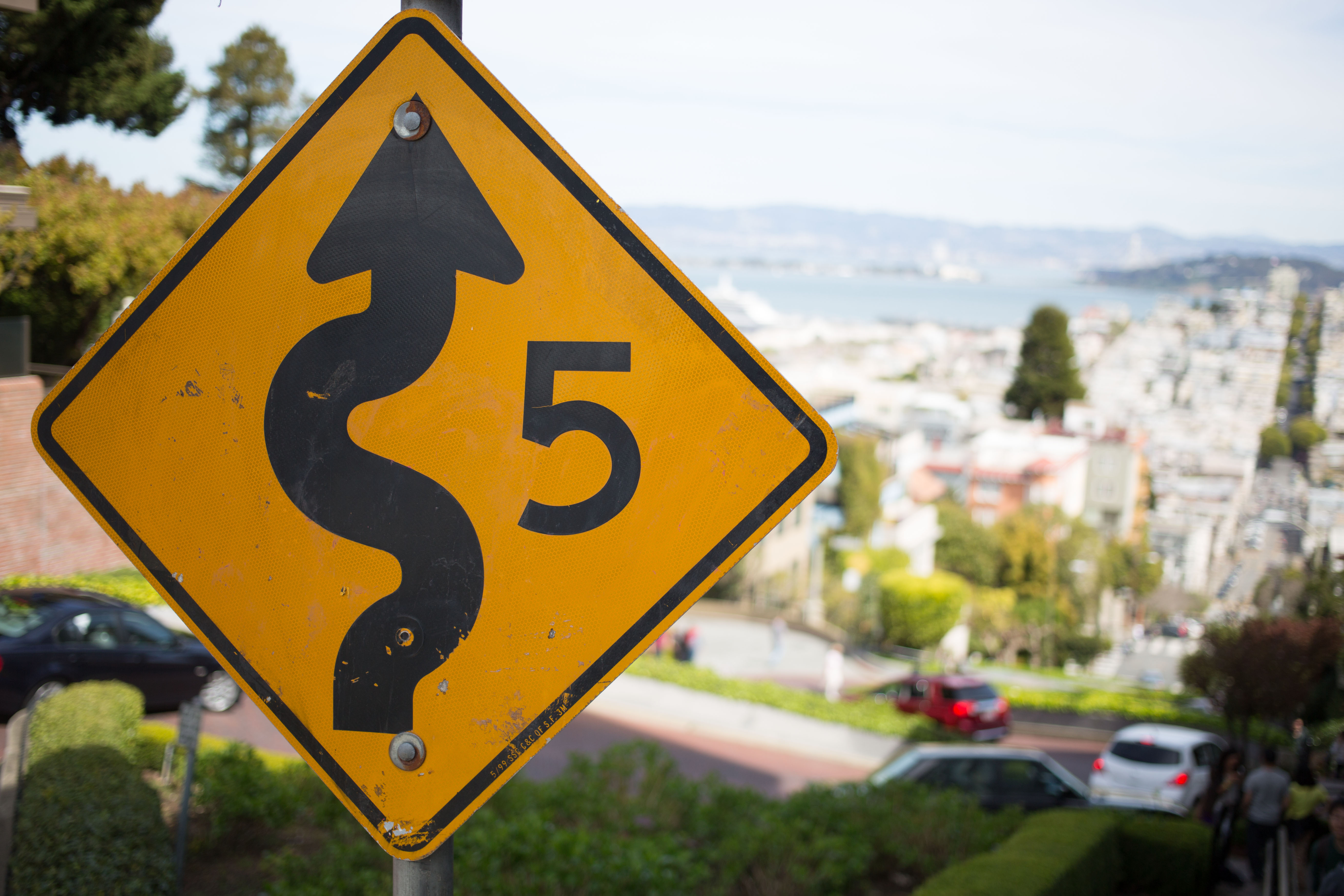
Znak drogowy zalecający jazdę w górę ulicy Lombard Street z maksymalną prędkością 8 km/h
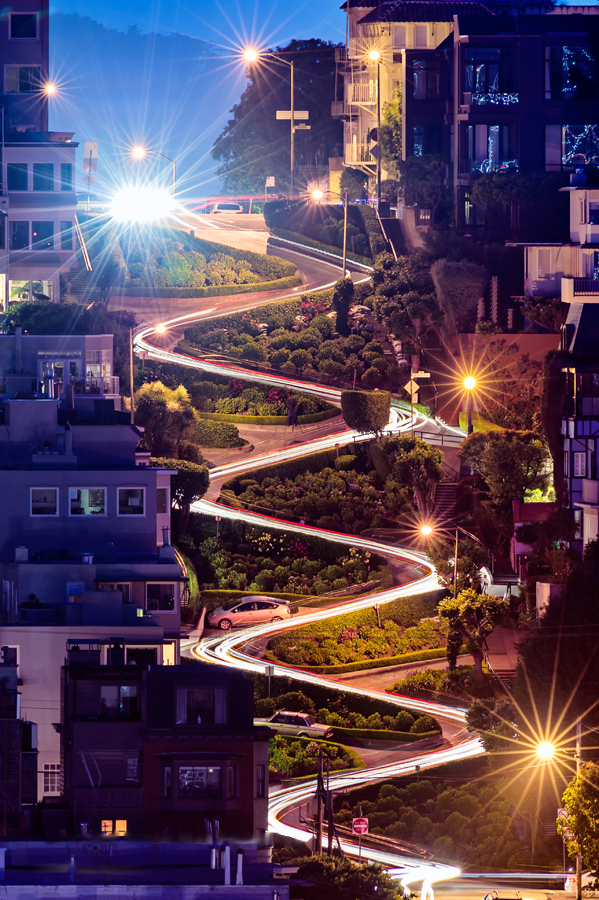
Lombard Street nocą
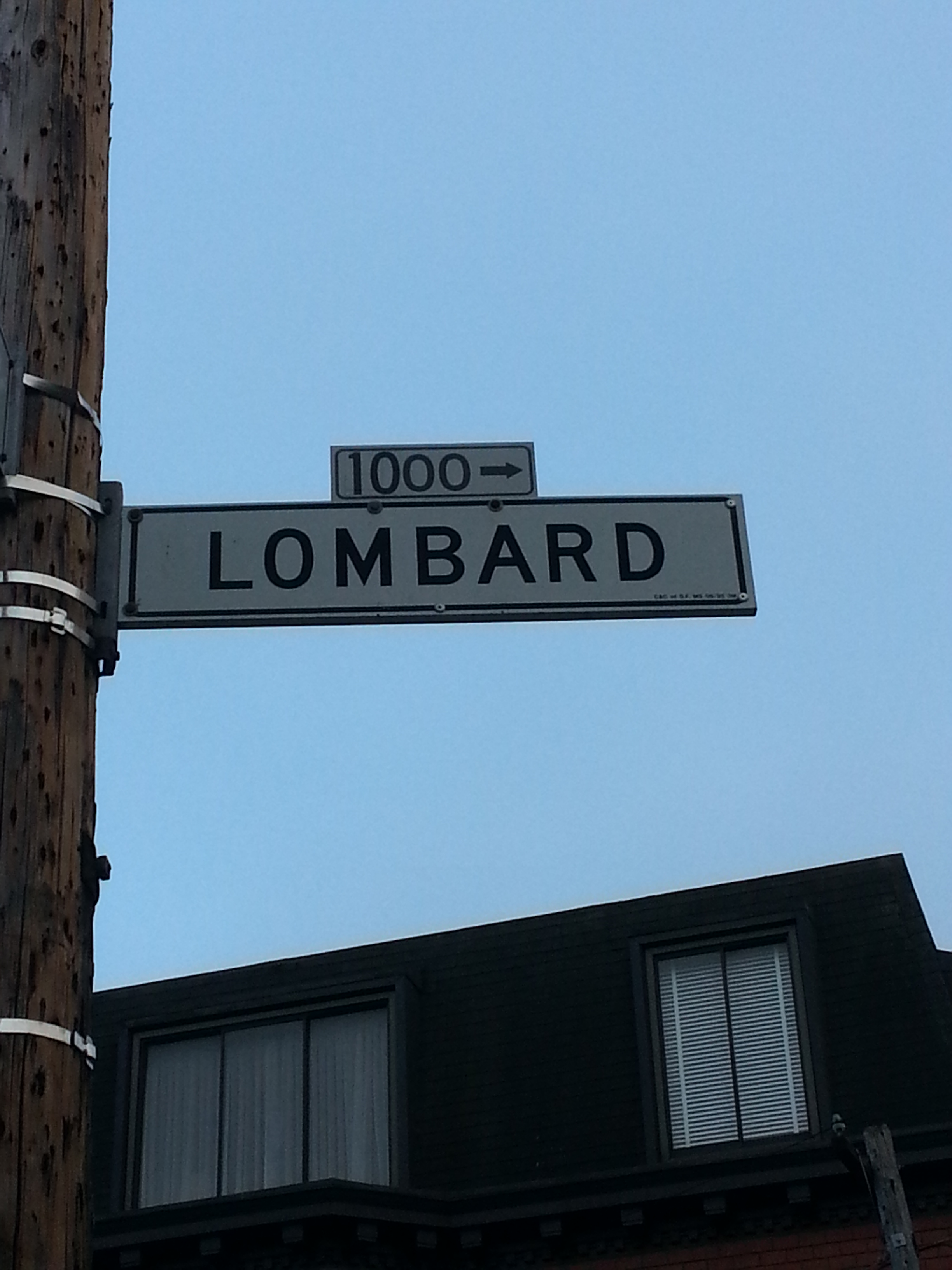
Tabliczka z nazwą ulicy Lombard Street na skrzyżowaniu z ulicą Leavenworth